# Drog (gimnastika)
Drog je športna priprava, ki se uporablja pri izvajanju istoimenske gimnastične discipline. Uporablja se le pri moški športni gimnastiki. Drog s premerom 28 mm je narejen iz kovine, dolg je 2,40 m in postavljen na višino 2, 75 m.